# Christiansholm (Klampenborg)
 For alternative betydninger, se Christiansholm. (Se også artikler, som begynder med Christiansholm)
Christiansholm er et landsted ved Klampenborg opført af købmanden Just Fabritius i 1746-1763.

## Historie
I 1666 fik historikeren og digteren Vitus Bering overdraget Klampenborg-området af kongen, og han opførte her et beskedent landsted og kaldte det i 1670 Christians Holm efter kong Christian den 5. Det er muligvis Danmarks første af slagsen. Landstedet gik tilbage til kronen ved Berings død i 1675, men i 1746 fik agent og storkøbmand Just Fabritius, der tjente formuer på handelen med Kina og Indien, grunden af kongen. Fabritius opførte det stadig eksisterende hus. Bygningen tilskrives Johan Christian Conradi, der arbejdede for Fabritius på hans hus i Pustervig i København. Sikkert er det, at arkitekten har været godt skolet i Nicolai Eigtveds rokokostil.
1863 blev landstedet købt af grev Christian Conrad Sophus Danneskiold-Samsøe. I 1900 blev ejendommen overtaget af A/S Christiansholm ved baron Lerche og Gustav Adolph Clauson-Kaas, som påbegyndte den udstykning af ejendommen, der blev til det eksklusive Christiansholms engelske villakvarter tegnet af Arthur Wittmaack og opført 1901-03.
Hovedbygningen købtes af grev Carl Moltke i 1914, og i 1920 overtog Gentofte Kommune det omgivende moseareal, hvis tilplantning som offentligt parkanlæg påbegyndtes i 1929. Landstedet gennemgik i 1988-1990 en restaurering ved arkitekt Ulrich Schirnig, HUS arkitekter.
I dag ejes Christiansholm af Fritz Schur.
Landstedet har ud over Christiansholms engelske villakvarter også givet navn til Christiansholms Batteri og Christiansholmsvej i  nærheden.